# Yves Crenn
Pour les articles homonymes, voir Crenn.
Yves Crenn est un artiste-peintre contemporain français, né en 1969 à Vernon (Eure). Il vit et travaille à Rouen (Seine-Maritime).
Rédiger par Selma

## Repères biographiques
Yves Crenn a fait des études à l'École régionale des beaux-arts de Rouen de 1990 à 1996. Il participe à de nombreuses expositions collectives avant de rencontrer un vif succès lors de sa première exposition personnelle en 2003 chez  Daniel Duchoze à Rouen.  Il collabore  ensuite avec la Galerie Samagra, à Paris, et  Axelle Fine Arts à New York et Boston.
Dans L'Art caché : les dissidents de l'art contemporain, Aude de Kerros le fait figurer dans le courant des peintres "singuliers".

### Expositions

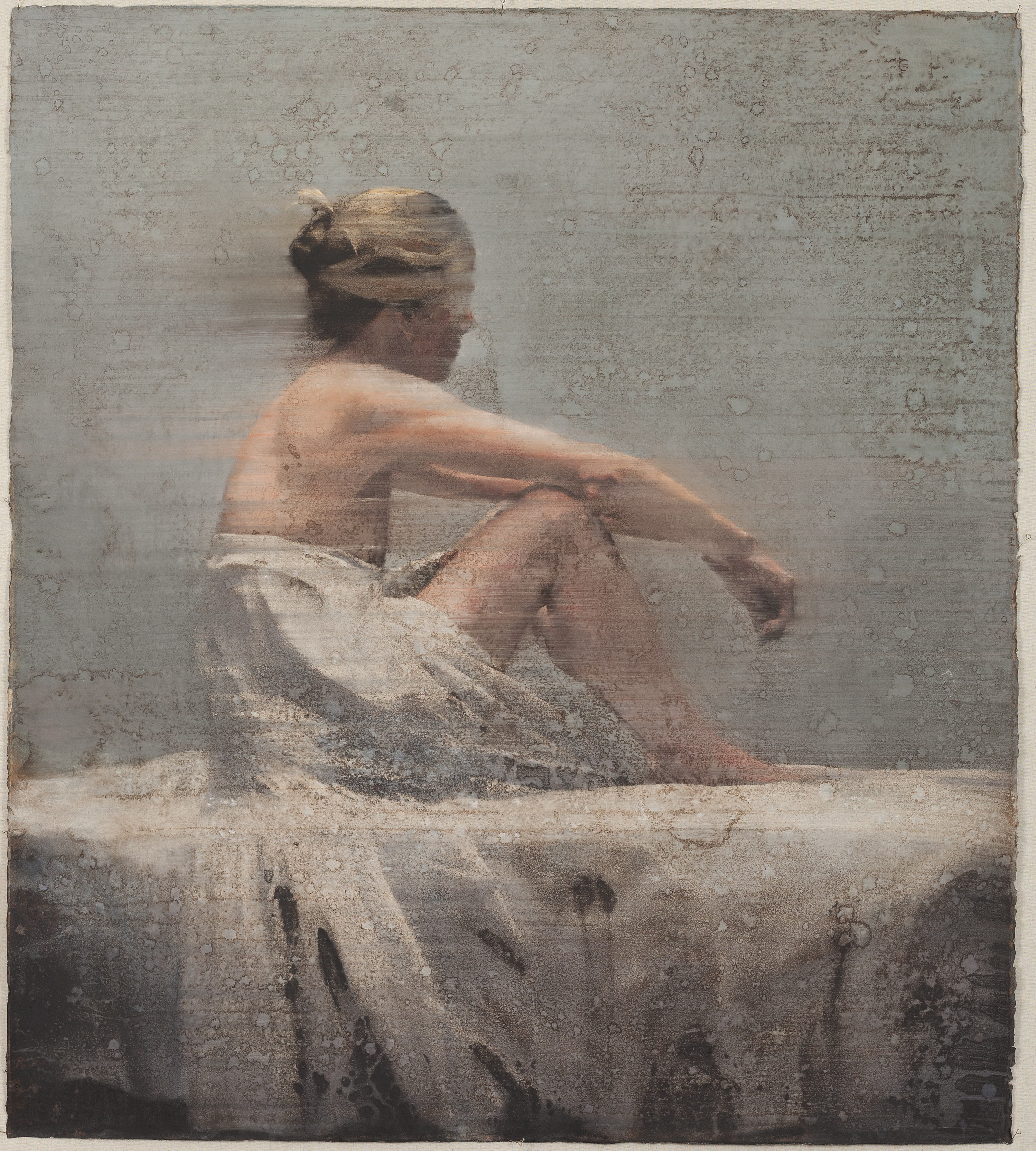
Sans titre .Pastel et aquarelle sur papier. 150 cm x 125 cm. 2012 (photo Hugo Miserey)

- 1996 - Diplômes 96, Galerie des Beaux Arts, Rouen
- 1997 - Travaux sur papier, Galerie Daniel Duchoze, Rouen
- 1998 - Le Printemps de Bresle, Galerie Daniel Duchoze, Rouen
- 2000 - Dessins, Galerie Daniel Duchoze, Rouen
- 2001 - Made in Mode, huitième courant d'art. Deauville
- 2004 - Exposition personnelle, Galerie Daniel Duchoze, Rouen "Art Event", Lille 2004
- 2005 - Exposition personnelle, Galerie du Fleuve, Paris
- 2008  -Exposition collective de pastellistes Français . Panorama Museum Bad Frankenhausen. Allemagne      http://www.panorama-museum.de/
- 2009 - Art Karlsruhe avec la Galerie du Fleuve
- 2010   Galerie du fleuve .Paris
- 2010   Art London Galerie du fleuve .Paris
- 2010   Galerie Axelle Fine Arts . Soho. New York
- 2011   BDG Chelsea New York et Axelle Fine Arts New York
- 2013   Axelle Fine Arts Newyork
- 2013   Galerie Duchoze Rouen
- 2013   Axelle Fine Arts Boston